# Helge Lien
Helge Lien (ur. 23 kwietnia 1975 w Moelv) – norweski pianista jazzowy i kompozytor.
Jest liderem Helge Lien Trio, z którym wraz z polskim skrzypkiem Adamem Bałdychem nagrał dwie płyty: Bridges (2015, ACT) oraz Brothers (2017, ACT).